# Жеводанский зверь

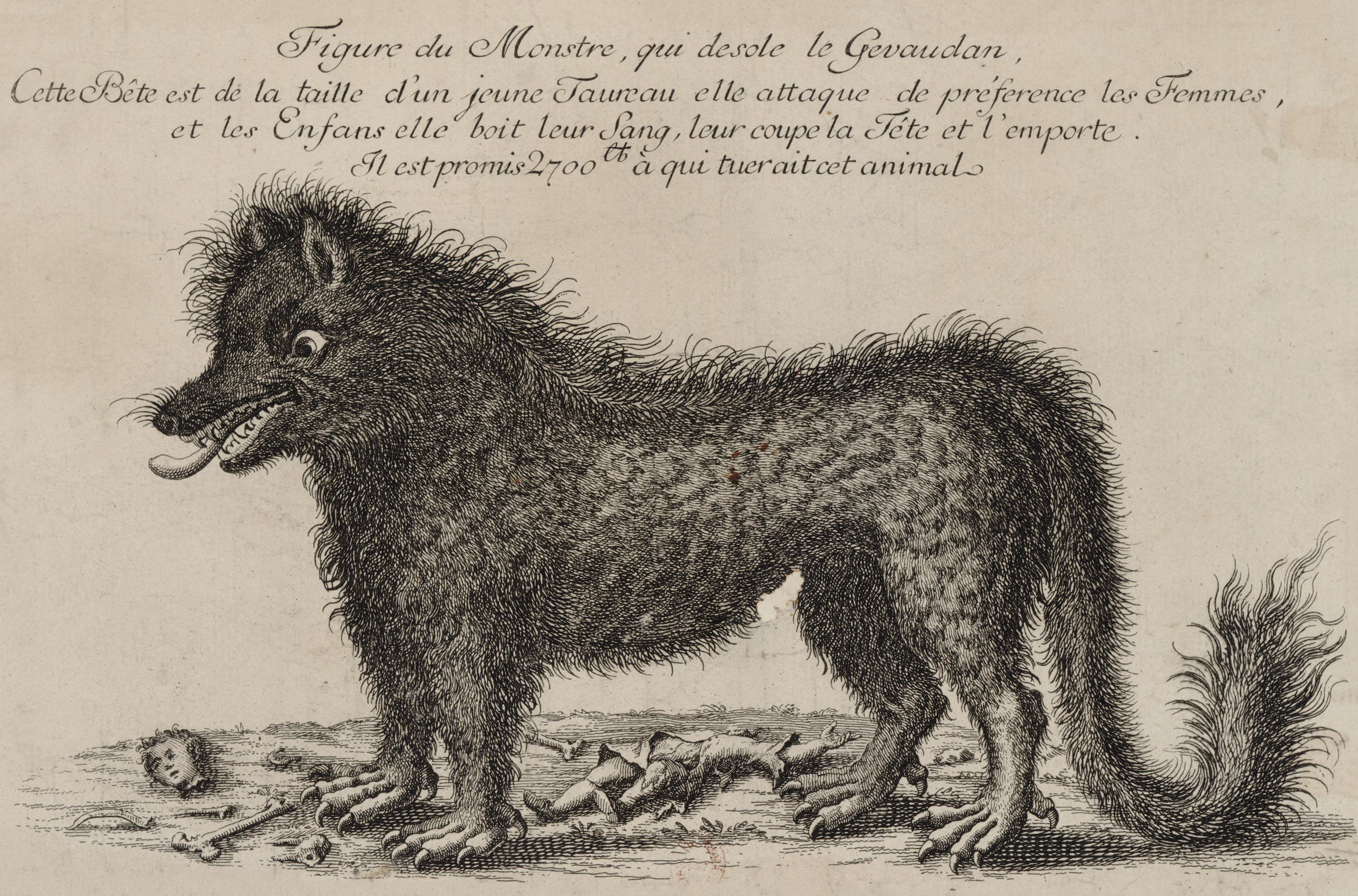
Гравюра, изображающая Жеводанского зверя с объявлением о награде за его голову (1765)

Жевода́нский зверь (фр. La Bête du Gévaudan, окс. La Bèstia de Gavaudan) — прозвище волкоподобного существа, зверя-людоеда, терроризировавшего север французского графства Жеводан (ныне — департамент Лозер), а именно селения в Маржеридских горах (фр.) на юге Франции, на границе исторических регионов Овернь и Лангедок, с 1 июня 1764 по 19 июня 1767 года. В течение трёх лет было совершено до 250 нападений на людей, 119 из которых закончились смертями. Согласно другим источникам, было зарегистрировано от 88 до 124 нападений, часто заканчивающихся смертью. Несколько нападений были зарегистрированы на юге Оверни и на севере Виваре и Руэрга.
Об уничтожении зверя объявлялось несколько раз, а споры о его природе не завершились даже с прекращением нападений. История Жеводанского зверя считается одной из самых известных загадок Франции, наряду, например, с легендой о Железной маске.
По замечанию французского историка Жана-Марка Морисо, шумиха вокруг Зверя была дополнительно раздута газетами, как местной «Courrier d’Avignon», так и общенациональной «La Gazette», после окончания Семилетней войны испытывавшими потребность в сенсациях для повышения продаж.

## Внешний вид и поведение

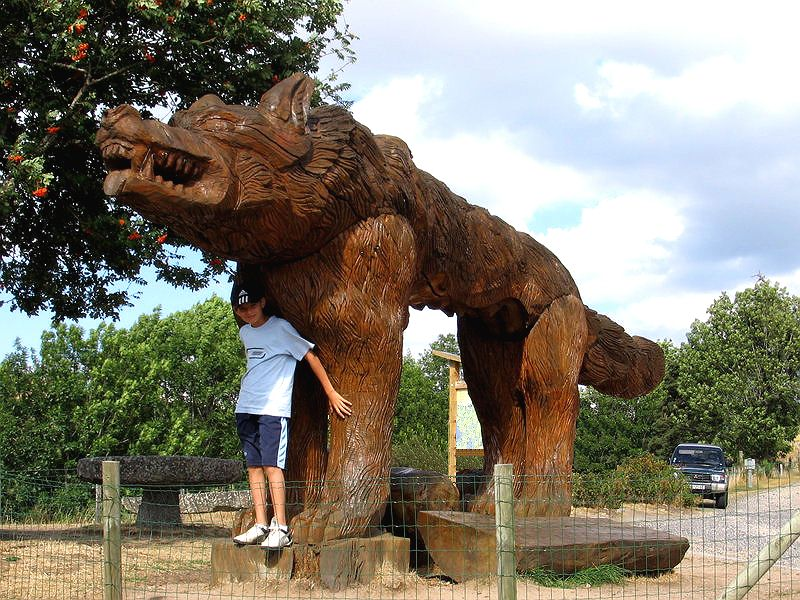
Памятник Жеводанскому зверю, находящийся близ деревни Сог в Оверни

Жеводанский Зверь описывался очевидцами как хищник наподобие волка, но размером с корову, с очень широкой грудью, длинным гибким хвостом с кисточкой на конце, как у льва, вытянутой мордой, как у борзой, с небольшими заострёнными ушами и большими, выдающимися из пасти клыками. Шерсть у Зверя была, согласно большинству очевидцев, желтовато-рыжая, но вдоль хребта на спине у него была необычная полоска тёмной шерсти. Иногда речь шла о крупных тёмных пятнах на спине и боках. Такое описание почти полностью соответствует описанию гиен, за исключением размеров.
Тактика Зверя была нетипична для хищника: он в первую очередь метил в голову, раздирая лицо, и не пытался, подобно обычным хищникам, перегрызть горло или конечности. Обычно он сбивал жертву на землю стремительным броском, но позже освоил и иную тактику — приблизившись в горизонтальном положении, поднимался перед жертвой на дыбы и наносил удары передними лапами (что частично соответствует медведю). Своих жертв он часто оставлял обезглавленными. Если Зверь был вынужден бежать, он уходил лёгкой ровной пробежкой.
Зверь явно предпочитал добычу людей скоту — в тех случаях, когда жертва оказывалась рядом со стадом коров, коз или овец, зверь нападал именно на пастуха, не обращая внимания на животных. Обычными жертвами зверя были женщины или дети — работавшие в одиночку или даже по двое и не имеющие при себе оружия. Мужчины, как правило, работавшие в поле по нескольку человек и способные отбиться от хищника косами и вилами, жертвами практически не становились.
Количество нападений заставляло многих людей думать, что они имеют дело не со зверем-одиночкой, а с целой стаей. Некоторые свидетели отмечали, что спутником Зверя было подобное ему животное — взрослое либо молодое. В некоторых источниках можно встретить упоминание о том, что рядом со Зверем один или два раза видели какого-то человека, что заставляло некоторых предполагать, что Зверя выдрессировал для нападения на людей некий злодей — хотя последнее относится уже к области связанных со Зверем мифов.
Зверь никогда не попадался в капканы и ловушки, игнорировал отравленные приманки, в изобилии разбрасываемые в лесу, и в течение трёх лет успешно уходил от устраиваемых на него облав. Хищник отличался исключительным для волка интеллектом, вселявшим в суеверных крестьян убеждённость в том, что они имеют дело с оборотнем. Как свидетельствовал эпизод с почти удавшейся попыткой застрелить зверя в октябре 1764 года, он обладал высокой живучестью, что только подкрепляло суеверную версию местных жителей об оборотне. В 1767 году зверь-людоед был убит серебряной пулей.

## История

### Первые нападения

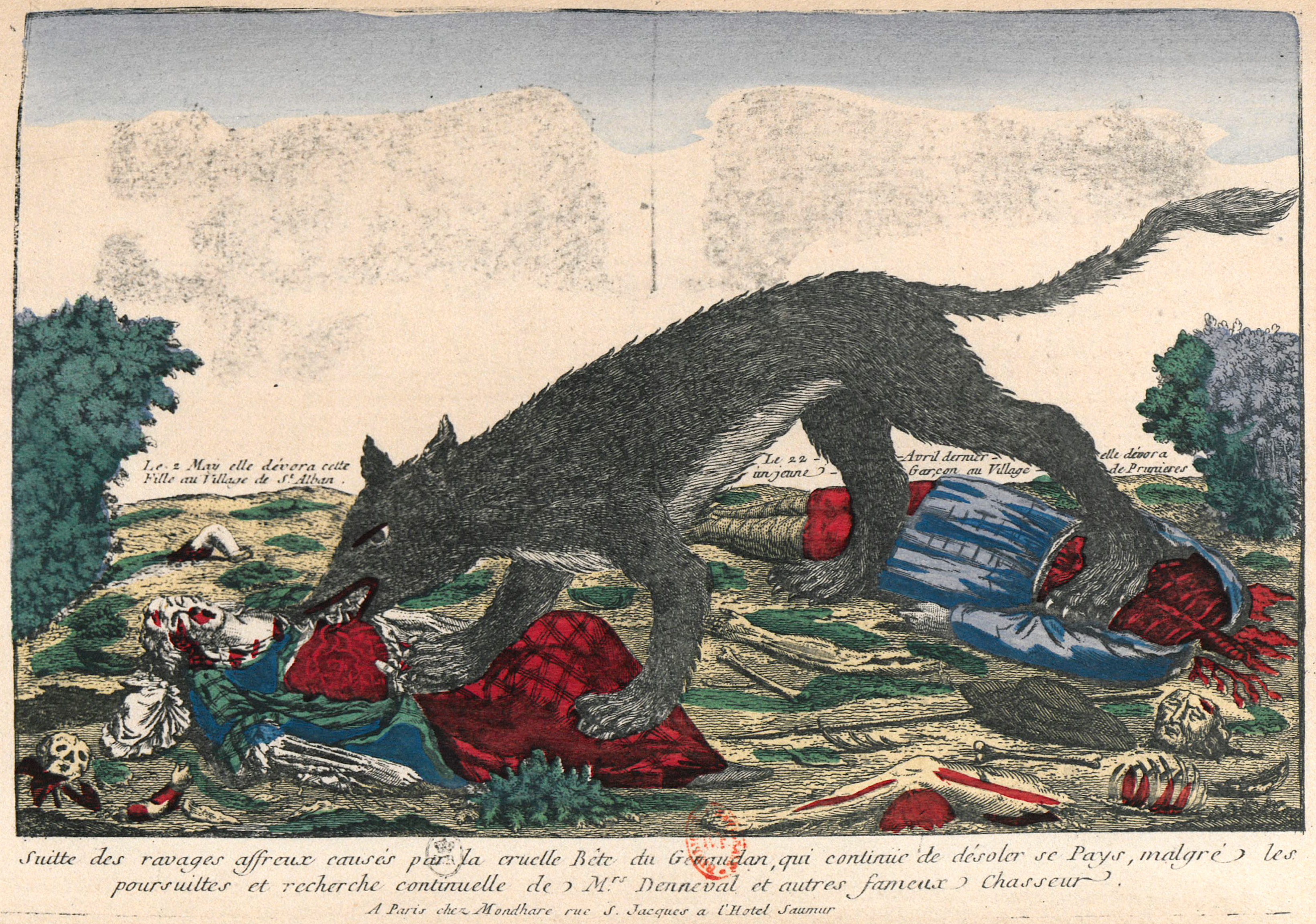
Жеводанский Зверь поедает трупы жертв

Первое упоминание о звере относится к 1 июня 1764 года, когда он сделал попытку напасть на крестьянку из города Лангонь, пасшую стадо коров в лесу Меркуар (Mercoire). Некое напоминающее волка существо выскочило из леса и бросилось на неё, но было отогнано быками из стада.
Первой официальной жертвой зверя стала четырнадцатилетняя Жанна Буле (Jeanne Boulet), убитая 30 июня 1764 года близ деревни Юбак (Les Hubacs), в приходе Сент-Этьен-де-Люгдарес недалеко от Лангоня. В августе им были убиты ещё двое детей — девочка и мальчик, в течение сентября зверь унёс жизни ещё 5 детей. К концу октября количество жертв достигло одиннадцати. Затем зверь на месяц исчез, что было связано с его тяжёлым ранением двумя охотниками, а 25 ноября возобновил свою «деятельность», убив 70-летнюю Катрин Валли (Catherine Vally). В общей сложности в 1764 году пострадали 27 человек.

### Дюамель и драгуны
Осенью 1764 года, когда нападения Зверя уже приняли пугающие масштабы, военный губернатор Лангедока граф де Монкан (de Moncan) направил для его уничтожения отряд из 56 драгун под командованием капитана Жака Дюамеля (Jacques Duhamel). Драгуны провели несколько облав в окрестных лесах и перебили около сотни волков, но поймать Зверя не смогли.
В октябре 1764 года двое охотников, случайно наткнувшись на Зверя у лесной опушки, сделали по нему выстрел с расстояния не более десяти шагов. Выстрел поверг чудовище на землю, но оно тут же вскочило на лапы; второй выстрел снова заставил его упасть, однако Зверь все же сумел подняться и побежать в лес. Охотники следовали за ним по кровавым следам, однако всё, что им удалось найти — растерзанное тело жертвы Зверя — юноши 21 года, убитого ранее в тот же день. После этого на некоторое время нападения Зверя прекратились, но ближе к зиме возобновились снова.

### Спасение Портфе

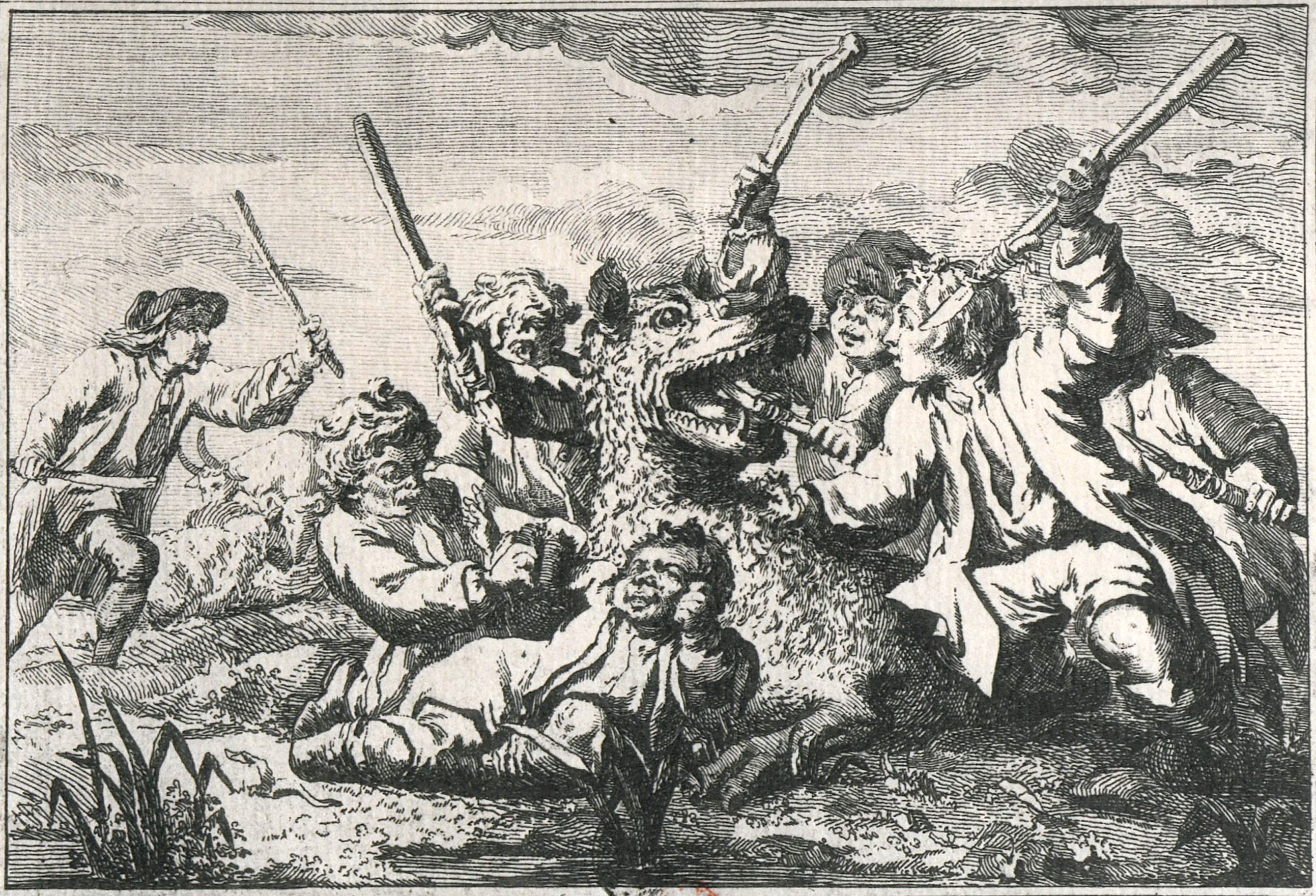
Гравюра XVIII века, изображающая спасение Жака Портфе и его друзей от Зверя.

12 января 1765 года группа детей — тринадцатилетний Жак Портфе (Jacques Portefaix), с ним четыре мальчика и две девочки от 9 до 13 лет — подверглись нападению Жеводанского зверя, но сумели от него отбиться, бросаясь в него палками и камнями. Зверь убил в тот же день малолетнего сына местного жителя де Греза. В феврале нападения продолжились с той же частотой, но зверю перестало «везти» — людям чаще удавалось от него уйти. Тем не менее, зверь в течение всей весны 1765 года нападал так же часто — через день. 5 апреля ему удалось напасть на группу из четверых детей и убить их всех — им не повезло так, как Жаку Портфе и его друзьям. Всего до 12 сентября, когда было совершено последнее убийство, Зверь унёс жизни 55 человек, в основном детей и женщин, совершив 134 нападения.

### Д’Энневали

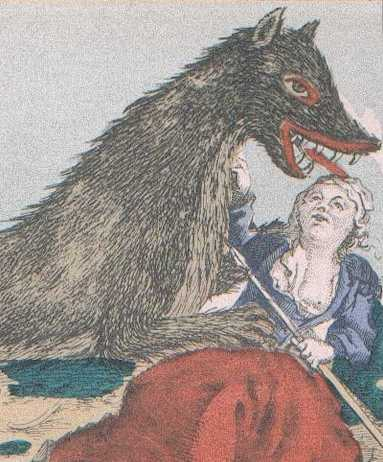
Раскрашенная гравюра XVIII века, изображающая спасение женщины от зверя

Эпизод со спасением тринадцатилетнего Жака Портфе и его товарищей от Жеводанского Зверя 12 января 1765 года привлек внимание короля Франции — Людовика XV, который наградил юношей, повелев выдать им 300 ливров. Тогда же король приказал профессиональным охотникам из Нормандии — Жану-Шарлю-Марку-Антуану Вомеслю д’Энневалю (d’Enneval) и его сыну Жану-Франсуа д’Энневалю — уничтожить чудовище. Д’Энневаль старший был одним из самых известных охотников Франции, за свою жизнь он лично убил более тысячи волков.
Отец и сын прибыли в Клермон-Ферран 17 февраля 1765 года, привезя с собой свору из восьми гончих, натасканных в охоте на волков, и посвятили несколько месяцев этой охоте. Они успели устроить несколько массовых облав, в крупнейшей из которых — 9 августа 1765 года — участвовало 117 солдат и 600 местных жителей. Тем не менее, достигнуть успеха им не удалось, а число жертв Жеводанского Зверя росло. Уже 11 августа, два дня спустя после большой облавы, Зверь словно в насмешку над охотниками напал на девушку по имени Мари-Жанна Вале (Marie Jeanne Valet). Она перебиралась через реку с сестрой. Вооружившись ножом, прикреплённым к шесту, Вале проткнула грудь зверя, и он убежал. С тех пор она стала известна как «Амазонка» или «Жеводанская дева» . Ныне у деревни Полак в Лозере находится скульптура, изображающая это событие. Так или иначе, усилия отца и сына д’Энневалей были безуспешны.

### Де Ботерн и волк из Шаз

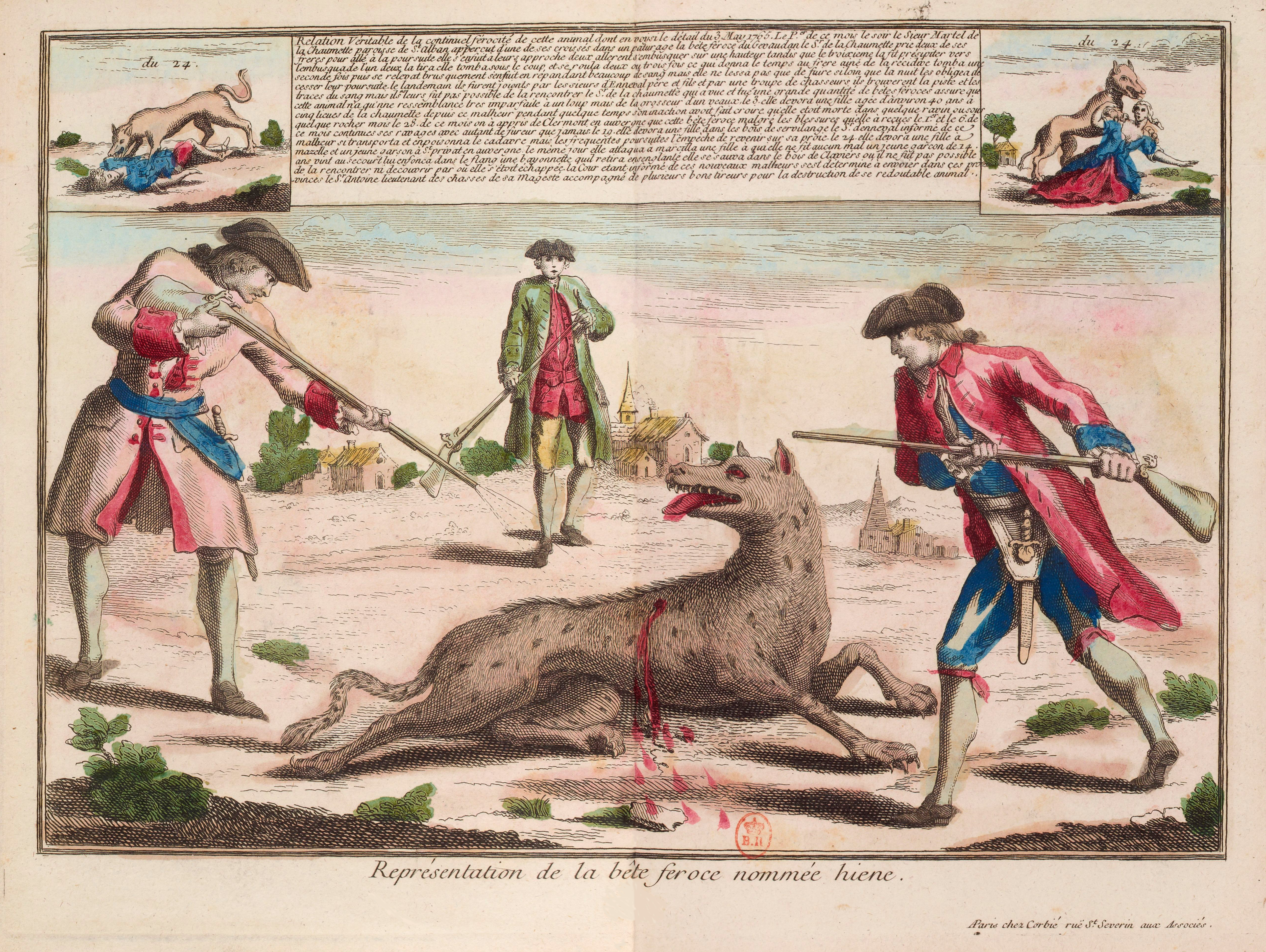
Лейтенант де Ботерн убивает волка из Шаз

В июне 1765 года по приказу из Версаля д’Энневалей сменил Франсуа-Антуан де Ботерн (François Antoine de Beauterne, часто ошибочно именуемый Антуаном де Ботерном), носитель королевской аркебузы и Лейтенант Охоты. Он прибыл в Ле Мальзьё 22 июня. Де Ботерн начал методично прочесывать леса. В ходе трехмесячной охоты были истреблены 1200 волков.
20 сентября 1765 года де Ботерн и его охотники (сорок местных добровольцев и 12 собак) обнаружили необычайно крупного волка, которого и сочли Жеводанским Зверем — он был поднят собаками из кустов. Выстрел де Ботерна поразил его в плечо. Хищник попытался бежать, но выстрел одного из охотников попал ему в голову, пробив правый глаз и череп. Животное упало, но, пока охотники перезаряжали ружья, Зверь вскочил на ноги и кинулся на де Ботерна. Второй залп отбросил волка назад, и на этот раз он был убит.
Убитый де Ботерном и его охотниками волк был 80 см в холке, длиной 1,7 м и весил 60 кг. Убитый зверь был назван «волком из Шаз» (Le Loup de Chazes) по находившемуся вблизи аббатству Шаз. Де Ботерн послал королю отчёт, в котором было заявлено: «В настоящем отчёте, заверенном нашими подписями, мы заявляем, что никогда не видели волка, которого можно было бы сравнить с этим. Вот почему мы полагаем, что это именно тот страшный зверь, который причинял такой ущерб королевству». Более того, в желудке волка были найдены несколько полос красной материи — это свидетельствовало о том, что волк из Шаз был людоедом.
Чучело волка было доставлено в Версаль и предъявлено королю, де Ботерн получил значительное вознаграждение и был прославлен как герой. Убийства на некоторое время прекратились. Однако скоро стало очевидным, что волк из Шаз не был Жеводанским зверем.

### Возвращение зверя
2 декабря 1765 года Зверь вернулся, напав близ Бессер-Сент-Мари на двух детей, 14 и 7 лет, а 10 декабря тяжело ранил двух женщин около Лашана (Lachamps). 14 декабря у деревни Полак (Paulhac) от него чудом спасся молодой человек, а 21 и 23 декабря на счету «воскресшего» Зверя появились новые трупы. Зимой и весной он нападал на людей не так регулярно, как год назад — по три-четыре раза в месяц. Однако летом аппетиты Жеводанского зверя обострились, и нападения участились — до 1 ноября, когда, убив 12-летнего Жан-Пьера Олье (Jean-Pierre Ollier) около деревни Сушер (Soucheyre), Зверь неожиданно снова канул в никуда — тем неожиданнее, что особо крупной охоты на него в это время не велось и особенно крупных волков, в отличие от предыдущего года, охотники не убивали. Всего за конец 1765 года и весь 1766 год Зверь совершил 41 нападение.
Зверь не появлялся в течение 122 дней, то есть до весны 1767 года. 2 марта 1767 года Зверь убил мальчика у деревни Понтажу (фр. Pontajou) и возобновил свою «кровавую жатву», причём с двойной энергией, совершив в течение одного апреля 8 нападений, а в течение одного мая — 19 (в общей сложности 37).

### Уничтожение зверя Шастелем

Стела с изображением Жана Шастеля в Бессер-Сент-Мари, Лозер

Граф д’Апше, не потеряв надежды уничтожить монстра, проводил в горах одну облаву за другой. Наконец, 19 июня 1767 года крупнейшая из таких облав — с участием более чем 300 охотников — увенчалась успехом: одному из них — Жану Шастелю (Jean Chastel, 31 марта 1708—1790) — удалось застрелить чудовище.
Жан Шастель, будучи чрезвычайно религиозным человеком, зарядил своё ружье освящёнными серебряными пулями и взял с собой Библию. Во время привала Шастель раскрыл Библию и начал читать молитву, и в этот момент из чащи выпрыгнул гигантский волк. Он остановился перед Шастелем и посмотрел на него, а Шастель выстрелил в упор, затем перезарядил ружье и выстрелил повторно. Две серебряные пули достигли цели — волк был убит наповал. Когда ему вспороли живот, там обнаружили предплечье маленькой девочки, которую Зверь убил накануне, что стало подтверждением того, что это был настоящий Жеводанский Зверь. Благодарные жеводанцы собрали Шастелю весьма скромную награду — 72 ливра.
Тушу волка возили по всему Жеводану из города в город, чтобы убедить поселян в смерти Зверя. Затем, опять же набив из неё чучело, доставили королю. Но на этот раз чучело было сделано плохо и начало разлагаться. Не выдержав запаха, Людовик XV велел избавиться от чучела. По одним данным чучело выкинули на свалку, по другим — закопали на территории Версальского дворца или кремировали.
Официальные документы того времени свидетельствуют о 230 нападениях, включая 51 случай увечий и 123 смерти. Благодаря точности и сохранности церковно-приходских книг эту цифру можно считать окончательной. Другие источники увеличивают количество нападений до 306.

## Идентификация Зверя

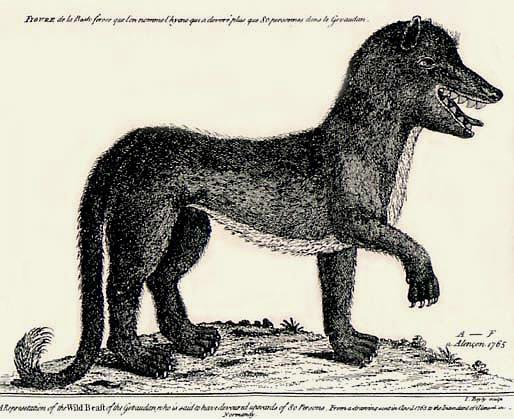
Изображение Зверя 1765 года

Как и волк, убитый де Ботерном, павший от руки Жана Шастеля зверь отличался огромными размерами и выглядел весьма необычно для волка. Королевский нотариус, бальи королевского аббатства Шазе Рош-Этьен Марен при помощи врачей Антуана Буланже и Кур-Дамьена Буланже, а также доктора Жан-Батиста Эгульона де Ламота из Соже обмерил тело зверя и составил его описание. Убитый Шастелем зверь был мельче убитого де Ботерном — 99 см от верха головы до основания хвоста. У животного была непропорционально крупная голова с сильно вытянутой мордой, длинные клыки и длинные передние лапы. Внимание осматривавших тело привлекло необычное устройство глаза — наличие тонкой мембраны, которая могла прикрывать глазное яблоко. Зверь был покрыт толстой серо-рыжеватой шерстью с несколькими черными полосами.
После вскрытия в желудке зверя нашли остатки предплечья маленькой девочки, погибшей накануне. Ряд очевидцев, видевших Жеводанского Зверя ранее, опознали его в убитом Шастелем монстре. На теле зверя нашли множество шрамов от ран разной давности. Внизу правого бедренного сустава нотариус обнаружил дробовое ранение и нащупал под коленным суставом три дробинки — эту рану Зверю нанес лошадник де Лаведрин в 1765 году, выстрелив в него из ружья.

## Версии
До тех пор, пока Зверь не был убит, о его природе строили различные предположения: например, что речь идёт о сильно преувеличенных нападениях различных волков, что это loup-garou (оборотень), что это демон, вызванный неким колдуном, или же кара от Всевышнего, посланная за грехи, но большинство считали, что Жеводанский Зверь являлся оборотнем. Зверя толком никто не мог нормально описать, показания свидетелей порой очень сильно отличались.

### Волк

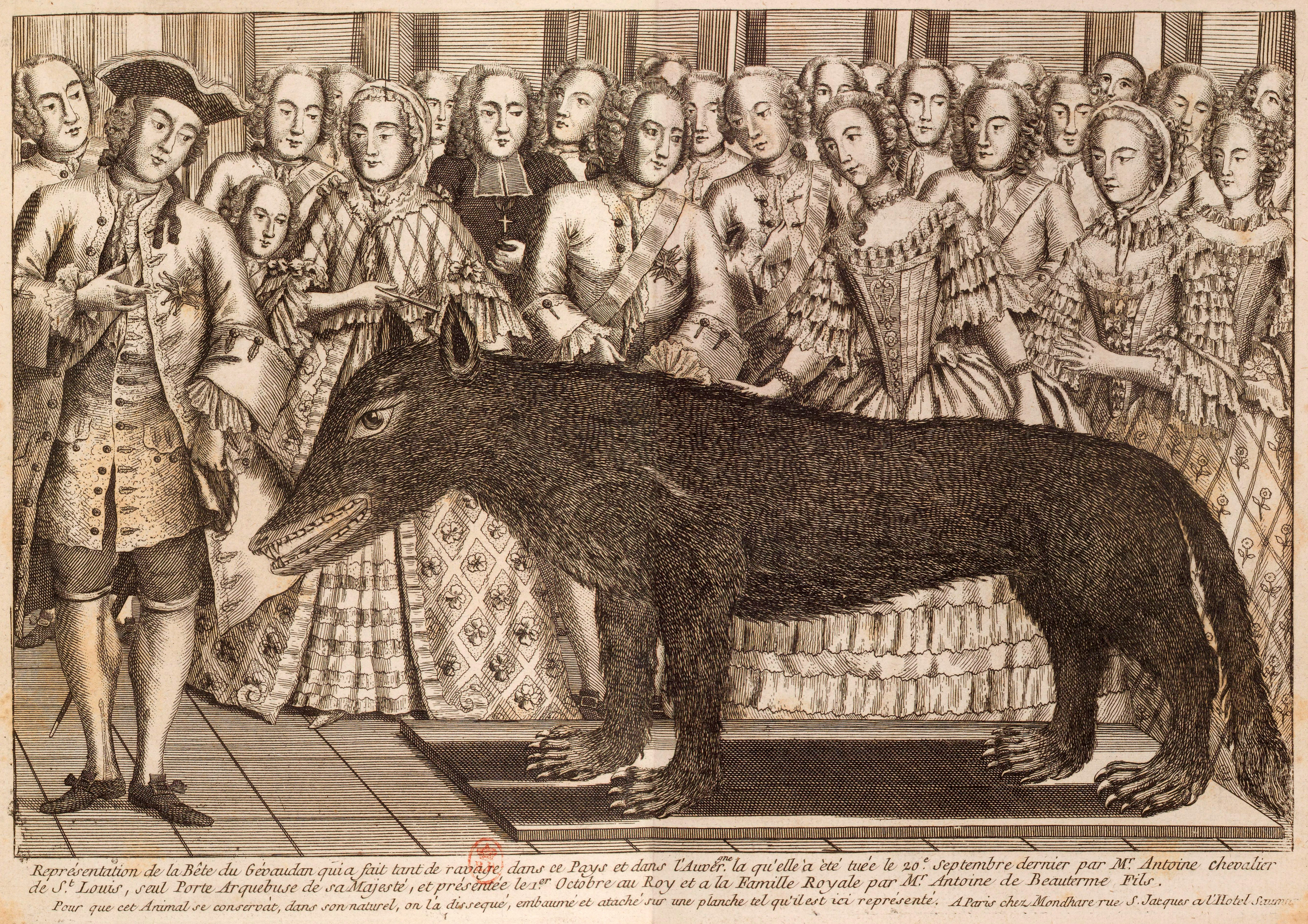
Чучело волка из Шазэ, выставленное при дворе Людовика XV

Волки чрезвычайно редко нападают на людей и вообще избегают встреч с человеком, но очень часто нападают на домашний скот. Обычно крупные хищники становятся людоедами по причине травмы, когда они не в состоянии охотиться на свою привычную дичь. Жеводанский Зверь нападал на людей и в том случае, если рядом находились домашние животные, как козы или овцы. Существует мнение, что волки в прошлом были намного крупнее, чем сейчас, но по мере их истребления измельчали. Весьма вероятно, что нападения Зверя совершались разными волками-людоедами, а не одним монстром, а фантазия крестьян, сильно преувеличив их, приписала одному-единственному зверю, значительно к тому же исказив его внешность. Таких волков могло быть три: первый, самый кровожадный, был убит де Ботерном, второй погиб осенью 1766 года по неизвестной причине, возможно, попался в одну из расставленных в лесу западней, третий же и был застрелен Шастелем в 1767 году. Также возможно, что обнаружившееся человеческое мясо в теле волка из Шаз свидетельствовало о том, что он просто подъедал пищу за настоящим Жеводанским зверем, а убийцей было только одно животное.

### Гиена
Некоторые теории обращают внимание на крайне необычную для волка внешность Зверя и предполагают, что речь идет о представителе другого вида — например, чрезвычайно экзотичной для Европы гиене. Гиены двух видов, хотя и очень редко, нападают на людей: это встречающаяся в Африке, на Ближнем Востоке и в Пакистане полосатая гиена и более крупная африканская пятнистая гиена, причем последние имеют размеры до 1,3 м в длину и до 80 см в холке. При нападении на людей гиены предпочитают кусать жертву в лицо, однако они плохо прыгают, и у них нет ровной рыси при беге, что приписывалось Зверю.

### Гибрид
Возможно, Зверь был крупным гибридом волка и собаки. Подобные существа нередко рождаются при случках диких волков и домашних (одичавших) собак. Гибриды, в отличие от родителя-волка, не боятся людей и вполне могут напасть на человека. Этой версии придерживается французский натуралист Мишель Луи в своей книге «Жеводанский Зверь: невиновность волков» (La bête du Gévaudan: L’innocence des loups), она же воспроизводится в американском сериале «Animal-X».

### Представитель кошачьих

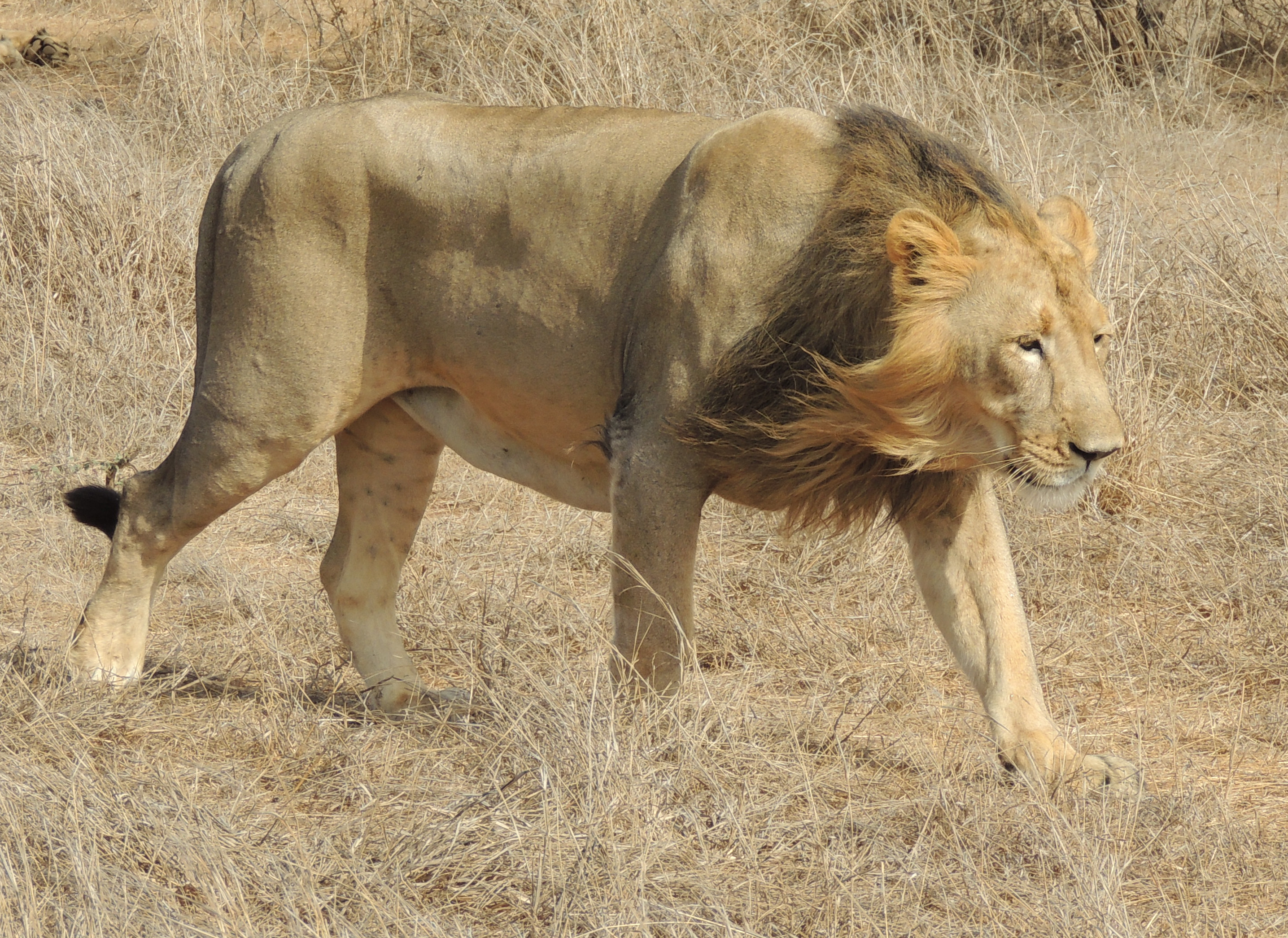
Молодой лев

Некоторые детали в свидетельствах очевидцев наводят на мысль, что Зверь мог быть каким-то представителем семейства кошачьих — возможно, леопардом или ягуаром. Со слов очевидцев, Зверь имел длинный хвост, легко и грациозно бегал, прыгал на жертву, хватая её пастью за лицо или за шею, рвал когтями передних лап. Эти черты характерны только для крупных кошек и совершенно несвойственны псовым или гиенам.
Биолог Карл-Ханс Тааке приводит аргументы в пользу того, что Жеводанский зверь был сбежавшим из зверинца молодым львом с ещё не отросшей гривой. В частности, такая версия объясняет фигурирующую в описаниях чудовища полосу темной шерсти вдоль хребта.
Также есть современная версия того, что Зверь мог быть гибридом кошачьих — например ягуара и тигра, что ввело в заблуждение местных охотников относительно его природы. В пользу данной версии говорит и то, что гибрид может быть выведен только искусственным способом при содействии человека, что обусловило людоедскую природу хищника, выращенного в неволе и не умеющего самостоятельно охотиться на естественную добычу.
Внешность гибридов от случая к случаю может сильно отличаться, в зависимости от пары родителей — тигр (самец), ягуар (самка) или же тигр (самка), ягуар (самец). Каждый гибрид имеет свои характеристики и внешний вид. Наиболее распространены в современных зоопарках гибриды львов и тигров — лигры и тигоны.

## Антуан Шастель и Жеводанский зверь
В некоторых источниках можно встретить упоминание, что рядом со зверем один или два раза видели какого-то человека, что заставило некоторых людей думать, что зверя выдрессировал для нападения на людей некий злодей. Также некоторые охотники стали замечать, что за следами Зверя тянутся человеческие. Подозрения людей пали на местного лесника Антуана Шастеля (Antoine Chastel), младшего сына Жана Шастеля. Антуан Шастель много путешествовал, был пленён алжирскими пиратами, много лет провел в Африке среди туземцев-берберов и перенял их привычки. Антуан жил отдельно от родных, в домике, построенном в безлюдном месте на горе Мон-Мушэ, и держал множество собак. Знакомые отмечали, что у него был большой талант к дрессировке животных.
Когда лейтенант де Ботерн в конце лета — начале осени 1765 года прочёсывал леса в поисках Жеводанского зверя, он встретился с Антуаном Шастелем и двумя его сыновьями, Пьером и Жаном. Они, как и многие другие местные охотники, также надеялись уничтожить Зверя. Между Шастелями-младшими возникла ссора, перешедшая в драку. Раздраженный де Ботерн велел арестовать всех троих Шастелей, включая и самого Антуана. Они были отправлены в тюрьму в Сог и провели там несколько месяцев. Вскоре после этого события нападения Зверя прекратились, хотя сам де Ботерн связывал это с убийством волка из Шазэ. Однако, после того как освобожденные во второй половине ноября 1765 года Шастели вернулись из Сог в родную деревню Бессер-Сен-Мари — свои нападения возобновил и Зверь, напав на двоих детей вблизи той же Бессер-Сен-Мари 2 декабря 1765 года. Через какое-то время после убийства Зверя Жаном Шастелем в 1767 году его сын Антуан Шастель пропал без вести и больше не появлялся в окрестностях Жеводана.
Хотя перечисленного явно недостаточно, чтобы связать Антуана Шастеля с нападениями Жеводанского зверя, многие историки и писатели обращали особое внимание на эту персону. Нередко предполагается, что Антуан Шастель вывез из Африки какое-то хищное животное, вроде гиены или леопарда, выдрессировал его и приучил к охоте на людей, и именно его очевидцы раз или два видели вместе со Зверем.

## В массовой культуре
- Шотландец Роберт Льюис Стивенсон в своей книге 1879 года «Путешествие с ослом в Севенны» рассказывает о Звере (перевод И. Филипповой):

Это была земля незабвенного ЗВЕРЯ, этого Наполеона Бонапарта среди волков. О, что у него была за карьера! Он прожил десять месяцев на свободе между Жеводаном и Виваре; он ел женщин, детей и «пастушек во всей их красе»; он гонялся за вооружёнными всадниками; видели, как он среди бела дня преследовал дилижанс с верховым по королевскому тракту, и карета и верховой удирали от него в ужасе, галопом. Повсюду с ним расклеивали плакаты, как с политическим преступником, и за его голову было обещано десять тысяч франков. И наконец, когда он был застрелен и привезен в Версаль, взирайте! обычный волк, и даже небольшой.
Оригинальный текст (англ.)For this was the land of the ever-memorable BEAST, the Napoleon Bonaparte of wolves. What a career was his! He lived ten months at free quarters in Gévaudan and Vivarais; he ate women and children and ‘shepherdesses celebrated for their beauty’; he pursued armed horsemen; he has been seen at broad noonday chasing a post-chaise and outrider along the king’s high-road, and chaise and outrider fleeing before him at the gallop. He was placarded like a political offender, and ten thousand francs were offered for his head. And yet, when he was shot and sent to Versailles, behold! a common wolf, and even small for that.

- Американскому писателю Кларку Эштону Смиту принадлежит рассказ «Аверуанский Зверь» (англ. The Beast of Averoigne) в сборнике «Затерянные Миры: Аверуан», где действие легенд о Звере перенесено в вымышленную французскую провинцию Аверуань, основанную на реальной Оверни.
- Жеводанскому зверю, точнее, связанным с ним легендам посвящён фильм «Братство волка» (2001) французского режиссёра Кристофа Гана. Хотя по крайней мере первая треть фильма — довольно точное воспроизведение исторических событий, далее создатели фильма отступают от исторической правды. Согласно мнению режиссера, Жеводанский зверь — лев, привезенный в Европу антагонистом фильма (это и был тот человек, сопровождавший Зверя) и использовавшийся религиозной сектой — «Братством волка», чтобы нагнетать страх в стране и перехватить власть в свои руки (в фильме Жеводанского зверя никто не идентифицирует как льва). Несмотря на коммерческий успех и положительные отзывы критики, фильм имеет мало общего с реальной историей Жеводанского Зверя.
- В 2003 году снят телевизионный фильм о Звере — «Жеводанский Зверь» (La bête du Gévaudan, 2003). Фильм корректен с исторической точки зрения. Он был показан на канале ARTE. В России фильм вышел в 2005 году на видео и DVD под названием «Братство Волка 2: Возвращение оборотня», хотя не имел никакого отношения к первому фильму. Речь в нём шла всё о тех же событиях и никаких оборотней в сюжете не было — лишь волки.
- Жеводанскому зверю посвящён один из эпизодов австрало-американского сериала о криптидах — «Animal-X».
- Жеводанский зверь фигурирует в «Rogue Angel: Destiny» из серии «Rogue Angel» (англ.), издаваемой в США издательством Harlequin (англ.).
- Жеводанский зверь косвенно фигурирует в рассказе американской писательницы Кэтлин Р. Кирнан «The Road of Pins» и упоминается в её же рассказе «Low Red Moon».
- В рассказе Дометия Завольского «Как мы с Мишкой развесили уши» (из цикла «Мы с Мишкой») в сюжете о Тамбовском Волке помещика Гоморрова пародируется конспирологическая версия истории Жеводанского Зверя.
- Один из персонажей настольной игры Nightmare (англ.) — оборотень — носит имя Gévaudan the Werewolf («Жеводан-оборотень»).
- В серии книг Андрея Белянина «Профессиональный оборотень» в соавторстве с Галиной Чёрной. В книге обыгрывается связь Жеводанского зверя с Жаном и Антуаном Шастелями.[источник не указан 2926 дней]
- В американском телесериале «Волчонок» семейная история одной из основных персонажей Эллисон Арджент связана с Легендой о Жеводанском Звере.
- В 2019 году вышла одноимённая компьютерная игра в жанре нелинейный квест «The Beast of Gevaudan»,[16] где по-своему интерпретировано происходящее.
- Жеводанский зверь является антагонистом в романтической визуальной новелле Havenfall is for Lovers из сборника визуальных новелл Lovestruck: choose your romance.
- В 2021 году, группа Powerwolf выпустила трек Beast of Gévaudan в составе альбома Call of the Wild, посвященный легенде о Жеводанском звере[17].
- В 2021 вышел фильм Проклятые, где один из главных героев был непосредственным участником истории о Жеводанском звере
- Во втором сезоне аниме «Мемуары Ванитаса» также упоминается легенда о Жеводанском звере, история которой занимает несколько первых серий сезона.

### На английском
- Occultopedia: Beast of Gévaudan
- Shadow of the Beast (недоступная ссылка с 26-07-2017 [2926 дней])
- The Cryptid Zoo: Beast of Gévaudan
- Beast of Gévauland, постановка Théâtre S’Amourailles (недоступная ссылка с 26-07-2017 [2926 дней])
- Сайт, посвящённый Зверю (недоступная ссылка с 26-07-2017 [2926 дней])

### На французском
- Страница о Звере на Tao-Yin[неавторитетный источник]
- La Bête du Gévaudan[неавторитетный источник]

### На русском
- Логово Белого Волка: А. Кузовкин, В. Непомнящий — Чудовище из Жеводана (недоступная ссылка с 26-07-2017 [2926 дней])
- Terra Incognita: Оборотень из Жеводэна (недоступная ссылка с 26-07-2017 [2926 дней])
- Жеводанский зверь на сайте «Великие убийцы»
- П.Привалов — Кровавое чудовище из Жеводана
- Абель Шевалё. «Зверь из Жеводана»